# Мышкин, Владимир Семёнович
Влади́мир Семёнович Мы́шкин (род. 19 июня 1955, Кирово-Чепецк, Кировская область, РСФСР, СССР) — советский хоккеист, вратарь, заслуженный мастер спорта СССР (1979), заслуженный тренер Российской Федерации (2007). Олимпийский чемпион (1984).

## Биография
Родился 19 июня 1955 года в Кирово-Чепецке. По словам Мышкина, вратарём ему помог стать его земляк Александр Мальцев — Мышкин начинал играть вместе с его младшим братом Сергеем, который был вратарём. Однажды во время матча, который судил Александр, Сергей пропустил лёгкую шайбу, и старший подозвал к себе брата и сказал: «Уходи из ворот. С завтрашнего дня твоё место в поле». Так в воротах освободилось место для Мышкина, который и не стремился играть в поле.
Воспитанник ДЮСШ кирово-чепецкого хоккейного клуба «Олимпия», в котором и начал игровую карьеру в 1972 году. В Москву попал вместе со своим тренером — Виталием Георгиевичем Ерфиловым, которого позвал Борис Кулагин в «Крылья Советов».
Выступал за «Крылья Советов» в 1972—1975 и 1977—1980 годы. Сезоны 1975/1976 и 1976/1977 провёл в саратовском «Кристалле» (в сезоне 1975/76 вышел с клубом в высшую лигу чемпионата СССР).
Особенно важным для Владимира стал 1978 год: вместе с «Крыльями Советов» он выступает в серии против клубов НХЛ, а затем дебютирует в составе сборной СССР на турнире «Руде право». Его дебют (матч СССР — ЧССР, 5:4) был не особенно ярок, более того, в ходе турнира он уступил место в сборной спартаковцу Виктору Дорощенко.
Повторное включение в сборную становится для Мышкина феерическим — в феврале 1979 года, в решающей игре Кубка Вызова (СССР — НХЛ, 6:0), когда Мышкин заменил Владислава Третьяка — он сыграл, возможно, лучший матч в своей карьере. В этот день он отразил все 24 броска по воротам сборной Советского Союза. После этой игры Мышкин прочно вошёл в состав команды .
В 1980—1990 годах играл за «Динамо» (Москва). Всего в чемпионатах СССР провёл 527 матчей.
В сезоне 1990/1991 играл в «Лукко» (Финляндия). С 1994 по 1999 год был одним из тренеров в швейцарском «Давосе». В начале 2000-х работал тренером вратарей в московском «Динамо», затем в ХК ЦСКА. Работал тренером вратарей в хоккейном клубе «Витязь».
В 2011—2014 годах работал в сборной России в качестве тренера вратарей. Вместе с командой стал чемпионом мира 2012 года.
Продолжает выходить на лёд за клуб ветеранов ХК «Легенды хоккея».
Член Совета Легенд Ночной хоккейной лиги, куратор конференции «Сибирь».

## Достижения
В составе сборной СССР:
- Олимпийский чемпион (1984) 
  - Серебряный призёр Олимпийских игр (1980).
- Шестикратный чемпион мира (1979, 1981—1983, 1989, 1990 годы)
  - Двукратный бронзовый призёр чемпионата мира 1985 и 1991 годов.
- Семикратный чемпион Европы (1979, 1981—1983, 1985, 1989, 1991 годы)
- Серебряный призёр чемпионата Европы (1990)
- Обладатель Кубка Вызова (1979 год).
- Обладатель Кубка Канады 1981 года
  - Участник Кубка Канады 1984 года.
- Участник Суперсерии СССР — НХЛ 1982/1983 годов (США, Канада).
- Обладатель Кубка Швеции (1980 год)
  - Серебряный призёр Кубка Швеции (1984 год).
- Обладатель Кубка Германии (1988)[4]
- Двукратный обладатель Кубка Японии (1989 и 1990 годы).
- Шестикратный победитель (1979—1984 годы) турнира на призы газеты «Известия».
- Четырёхкратный победитель (1978, 1979, 1981/82, 1982/83 годы) турнира на призы газеты «Руде право».
- Победитель Турнира трёх наций «Самсон» с участием сборных СССР, Швеции и Голландии (Голландия, 1981 год).

В составе сборной СССР-2:
- Обладатель Кубка Аляски (1986 год).

В составе молодёжной сборной СССР:
- Двукратный чемпион мира (1974 и 1975).

В составе  юниорской сборной СССР:
- Чемпион Европы среди юниоров (1973)
- Двукратный серебряный призёр чемпионатов Европы среди юниоров 1972 и 1974 годов

В составе московских «Крыльев Советов»:
- Бронзовый призёр чемпионата СССР (1978).

В составе московского «Динамо»:
- Чемпион СССР (1990 год), трёхкратный серебряный призёр (1985, 1986, 1987 годы) и четырёхкратный бронзовый призёр (1981, 1982, 1983, 1988 годы) чемпионата СССР.
- Финалист (1988 год) Кубка СССР.
- Финалист Кубка Лиги 1989 года.
- Участник суперсерии 1979/1980

## Государственные награды
- орден Дружбы (2011);
- Орден «Знак Почёта» (1982);
- Медаль «За трудовую доблесть» (1979).

## Признание заслуг
- В 2006 году включён в Зал славы клуба «Динамо» (Москва).
- В 2014 году включён в Зал славы отечественного хоккея.
- 11 апреля 2019 года в посёлке Селятино открыт ледовый дворец имени В. С. Мышкина.
- 28 августа 2024 года В. С. Мышкину присвоено почётное звание «Почётный гражданин муниципального образования „Город Кирово-Чепецк“ Кировской области»[5]

## Семья
Жена Татьяна. Две дочери: Ирина (замужем, живёт в Швейцарии) и Анастасия (замужем, лингвист-переводчик по образованию). Есть внук и внучка. Внук проживает в Швейцарии, играет в хоккей, в швейцарском клубе GCK Lions.